# 科斯季夫 (瓦爾基區)
49°52′0″N 35°37′59″E / 49.86667°N 35.63306°E
科斯蒂夫（烏克蘭語：Костів）是位於烏克蘭東部的村莊，由哈爾科夫州博霍杜希夫區的瓦爾基市鎮負責管轄。該村始建於1780年，面積25.1平方公里，海拔高度188米，2001年人口565，人口密度每平方公里22.5人。